# 테레사 데 헤수스

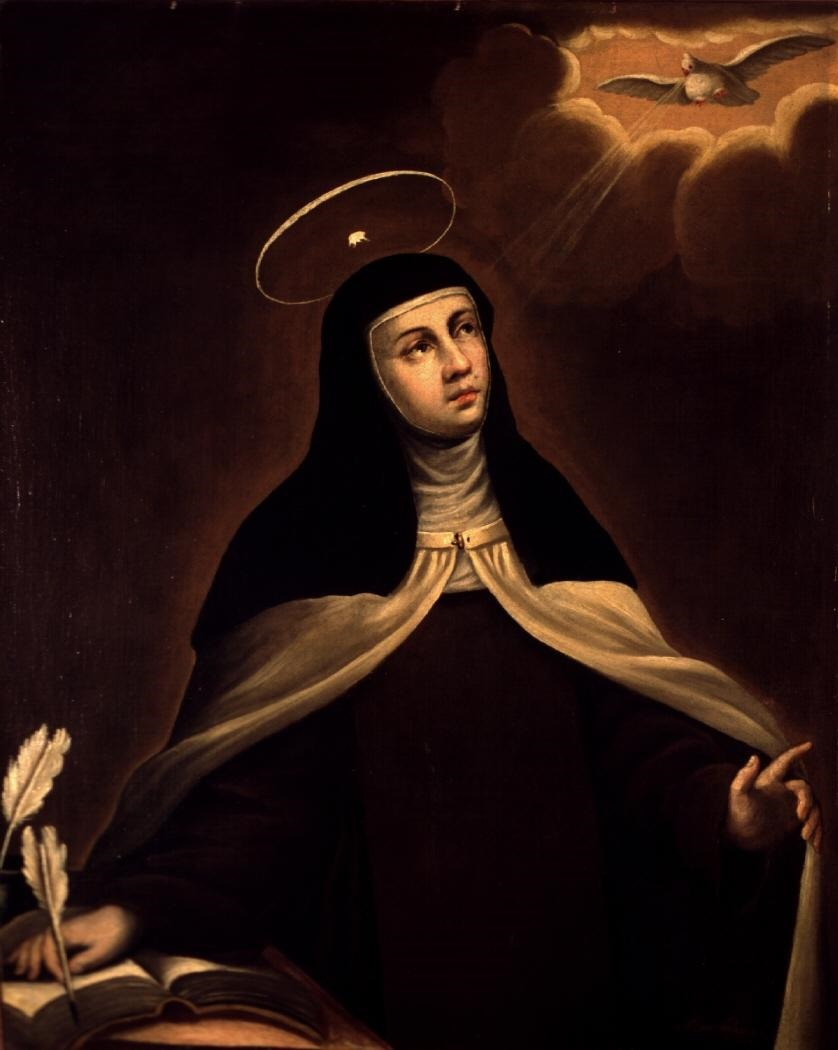
아빌라의 성녀 테레사

테레사 데 세페다 이 아우마다(스페인어: Teresa de Cepeda y Ahumada, 1515년 3월 28일 - 1582년 10월 4일)는 테레사 데 헤수스(스페인어: Teresa de Jesús→예수의 테레사)라고도 불리며, 그리스도교의 신비가이자 수도원 개혁에 전념한 인물이다. 동명의 아기 예수의 테레사와 구별하기 위해 대(大)테레사 또는 아빌라의 테라사라고 부르기도 한다. 가톨릭교회의 성인. 교회박사 중의 한 사람. 축일은 10월 15일. 상징물은 가슴을 관통한 불화살·IHS가 새겨진 심장이다.

## 행적
테레사는 1515년 3월 28일 에스파냐 카스티야의 아빌라에서 유대교에서 개종한 귀족 집안의 딸로 태어났다. 양친 모두 독실한 그리스도교 신자들로 자녀들을 모두 교회의 정신에 입각하여 교육시켰다. 그의 아버지 세페다의 알론소 산체스(the knight Alonso Sánchez de Cepeda)는 독서를 좋아하여 자녀들에게도 독서를 많이 할 것을 권유하였는데, 테레사는 순교자들의 전기를 읽으면서 어린 마음에 그들의 삶에 무척 매료되어 자기도 그들처럼 교회를 위해 목숨을 바치겠노라며 몇 번이나 몰래 가출하였는데, 그때마다 얼마 못가 발각되어 집으로 돌아오곤 하였다. 12살 때에 어머니 베아트리스 다비라 이 아우마다(Beatriz d'Ávila y Ahumada)를 여윈 테레사는 성모상 앞에 무릎을 꿇고 눈물을 흘리며 성모 마리아에게 돌아가신 어머니 대신 자기의 어머니가 되어 달라고 기도했다.

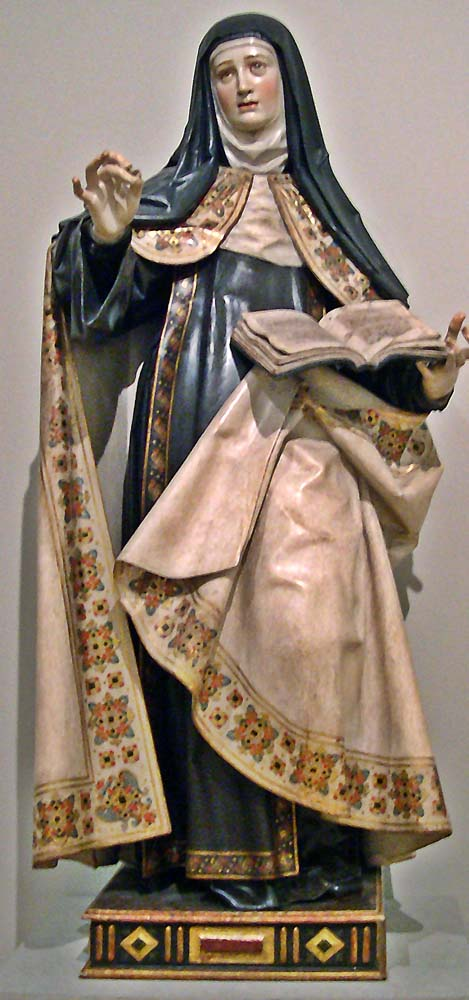

이러한 딸을 염려한 아버지는 테레사가 14살이 되던 때에 그녀를 아우구스티누스 수녀원에서 6년 동안 위탁 교육을 받게 하였다. 테레사는 그곳에서 차차 마음이 진정되어 가다가 그만 병에 걸려 친가에 요영하러 가게 되었다. 테레사는 집에 돌아와 성인들의 서간을 읽으면서 요양을 하는 동안 마침내 수녀가 되기로 결심하고 19살이 되던 해 1535년 11월 2일 아빌라의 강생 카르멜 수녀원에 입회하였다.
수녀가 되고 나서 그녀에게는 환자들을 간호하는 일이 맡겨졌다. 환자들을 간호하는 일은 무척 고된 일이라 아무도 나서서 하기를 주저하였으나, 테레사는 잘 참고 인내하며 환자들을 친절히 보살펴 주었다. 그러다가 이제는 환자를 돌보는 일이 즐거워진 테레사는 오히려 자신도 병에 걸려봤으면 하고 바라게 되었다. 소원대로 1538년 테레사는 말라리아를 앓아 잠시 동안 수녀원을 떠나 요양해야 했다. 병중에 그녀는 신앙입문서(Abecedario espiritual)를 읽으면서 숭고한 종교적 황홀감을 반복 경험하였다. 병에 걸린 지 8개월 만에 겨우 건강이 회복되어 다시 수녀원으로 돌아왔을 때 테레사는 은둔자들의 수녀원이 크게 확장되어 봉쇄법은 조금도 엄격한 데가 없었으며, 평신도들이 너무 많이 드나들어 외부 세계와의 접촉이 많다는 것을 발견하고, 이러한 세속적인 관계가 수도자의 내적 수양에 전혀 도움이 되지 않는다고 생각하여 혼자 떨어져 가능한 한 많은 시간을 기도와 교부들의 저서를 읽는데 전념했다.
그 동안 테레사의 신비주의적인 체험과 환시가 나타나기 시작했으며 그 내용은 그녀의 저서에 상세히 기록되어 있다. 성모승천 대축일 날, 성모 마리아가 테레사의 꿈 속에 나타나 카르멜회에 목걸이를 내리며 하느님의 은총을 전하였고, 성 요셉은 테레사에게 죄의 정화를 상징하는 하얀 망토를 입혀주었다.

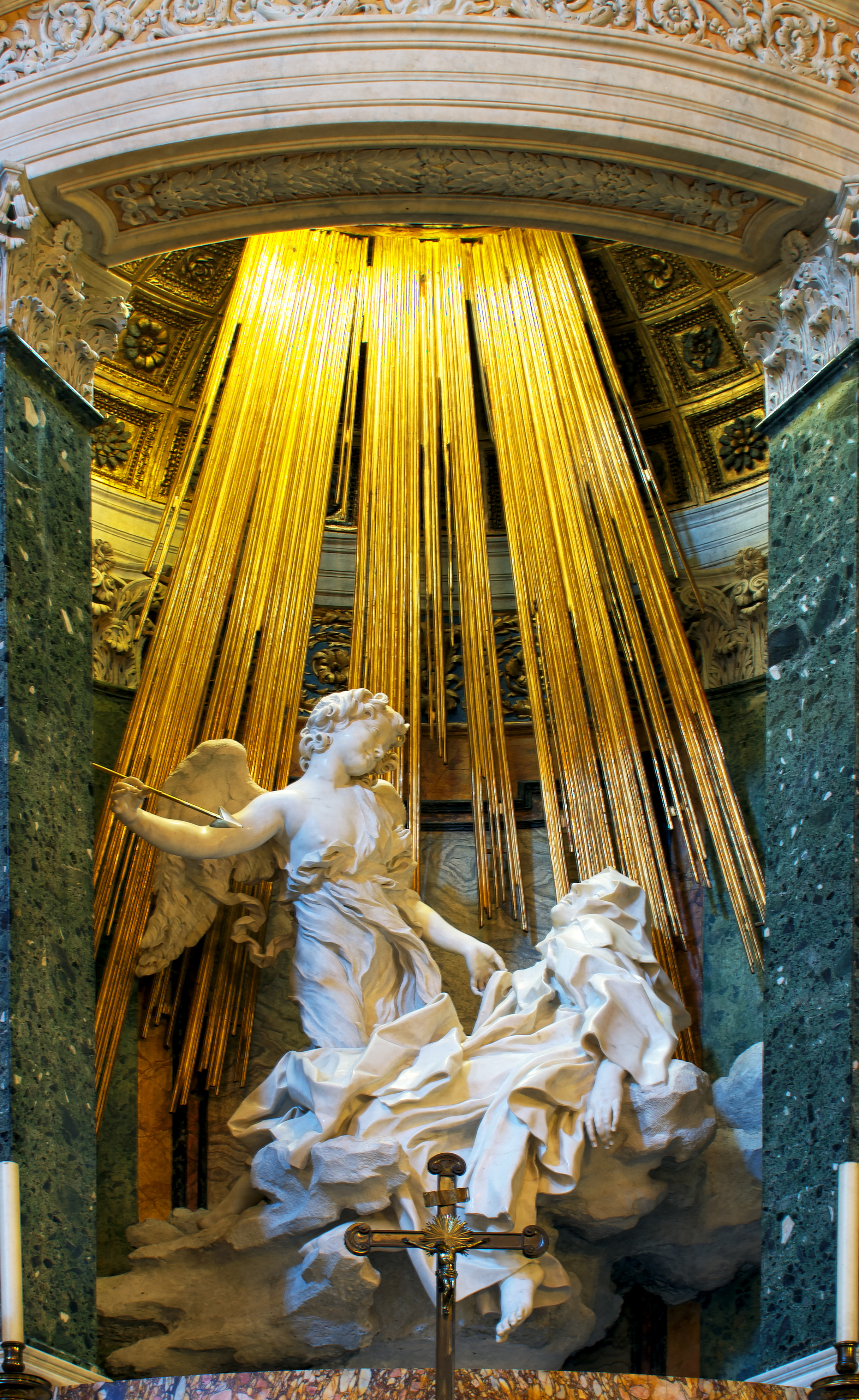
성녀 테레사의 법열

또다시 환시에서는, 기도를 하고 있던 테레사에게 갑자기 손에 불로 만든 창을 든 천사가 나타나 사정없이 그녀의 가슴을 찌름으로써 상상할 수 없을 만큼 영적 신체의 아픔을 느꼈다. 그리하여 테레사의 심장에 성흔이 박히게 되었다. 이 일은 훗날 이탈리아의 유명한 조각가 베르니니가 조각하게 된다.
결정적인 환시를 체험한 뒤 테레사는 1560년 초창기의 엄격한 수도 생활의 규율로 돌아갈 것을 주장하여 그녀가 속한 카르멜 수녀회의 개혁을 단행하여 맨발의 카르멜 여자 수도원을 세울 계획을 하였다. 1562년 2월 7일 로마 교황청에 새 수도원 창립을 위한 청원을 하였다. 같은 해 8월 24일 테레사는 개혁 카르멜의 첫 수도원인 아빌라의 성 요셉 수녀원을 설립하고 13명의 수녀들과 함께 그곳으로 옮겨갔다. 또한 1567년 11월 28일에는 십자가의 요한과 함께 두루엘로에 남자 가르멜 수도원을 창립하였다. 이렇게 테레사는 총 15개의 남자 수도원과 17개의 여자 수도원을 창립하였다.
처음에 그녀의 계획에 반대했던 카르멜회 총장은 엄격한 규율을 준수하는 테레사와 그 동료들을 과격파라고 비난하며 공격하였으나, 결국 그녀의 생각에 동조하여 승인해 주었다. 테레사는 에스파냐 전역으로 카르멜회의 쇄신과 개혁을 위해서 많은 시간을 소모하여 고군분투하였으나 시련이 많았다. 1575년 총회는 그녀의 개혁 그룹을 제한하였으며, 1580년까지는 카르멜회 내부에 보수파와 개혁파간의 격렬한 투쟁이 일어나기도 하였다. 그러나 마침내 테레사의 개혁은 마침내 교황 그레고리오 13세로부터 맨발의 카르멜회가 정식 승인을 받음으로써 성공을 거두게 된다. 이후 테레사의 수도원 개혁 작업은 각처의 다른 수도원들에게 영향을 미쳐 그녀는 수도원 창설 내지 개혁을 위한 의논 상대로서 세간에 널리 알려지게 되었다.
테레사는 1582년 9월 2일 알바 테 토르메스로 여행을 하던 도중 돌연히 중병에 걸려 병석에 눕게 되었다. 같은 해 10월 4일 밤중에 임종의 때가 가까웠음을 안 테레사는 하느님을 곧 만날 수 있다는 생각에 기뻐하며 “주여, 저는 성교회의 딸입니다” 라고 거듭 말하면서 67살의 나이에 숨을 거두었다.
테레사는 1614년에 시복되었고, 1617년 에스파냐 의회(Cortes Generales)는 그녀를 에스파냐의 수호자로 선언하였으며, 사후 40년이 지난 1622년에 교황 그레고리오 15세에 의하여 시성되었다. 1970년 교황 바오로 6세는 테레사를 여성으로서는 최초로 교회학자로 선포하였다. 알바 데 토르메스의 성녀 대테레사 성당에는 400년이 지난 오늘날까지도 테레사의 심장과 팔이 썩지 않고 그대로 보존되어있다고 한다.

## 주요 저서
- 《천주 자비의 글》
- 《영혼의 성》
- 《완덕의 길》
- 《영적 보고》
- 《하느님께 외침》
- 《하느님 사랑에 관한 명상》

## 같이 보기
- 카르멜산